# Calamaria doederleini
Calamaria doederleini är en ormart som beskrevs av Gough 1902. Calamaria doederleini ingår i släktet Calamaria och familjen snokar. IUCN kategoriserar arten globalt som otillräckligt studerad. Inga underarter finns listade.
Arten förekommer på norra Sumatra. Honor lägger ägg.